# Babine Lake Indian Reserve 21B
Babine Lake Indian Reserve 21B är ett reservat i Kanada.   Det ligger i provinsen British Columbia, i den centrala delen av landet, 3 600 km väster om huvudstaden Ottawa. Babine Lake Indian Reserve 21B ligger vid sjön Babine Lake.
I omgivningarna runt Babine Lake Indian Reserve 21B växer i huvudsak barrskog. Trakten runt Babine Lake Indian Reserve 21B är nära nog obefolkad, med mindre än två invånare per kvadratkilometer.